# Peter Gabriel/Diskografie
Diese Diskografie ist eine Übersicht über die musikalischen Werke des britischen Pop-Rock-Musikers Peter Gabriel. Den Quellenangaben zufolge hat er bisher mehr als 40 Millionen Tonträger verkauft, davon alleine in seiner Heimat über 3,2 Millionen. Seine erfolgreichste Veröffentlichung ist das fünfte Studioalbum So mit über zehn Millionen verkauften Einheiten.

## Alben

### Studioalben
| Jahr | Titel Musiklabel                                       | Höchstplatzierung, Gesamtwochen/‑monate, AuszeichnungChartplatzierungen (Jahr, Titel, Musiklabel, Platzierungen, Wochen/Monate, Auszeichnungen, Anmerkungen) | Höchstplatzierung, Gesamtwochen/‑monate, AuszeichnungChartplatzierungen (Jahr, Titel, Musiklabel, Platzierungen, Wochen/Monate, Auszeichnungen, Anmerkungen) | Höchstplatzierung, Gesamtwochen/‑monate, AuszeichnungChartplatzierungen (Jahr, Titel, Musiklabel, Platzierungen, Wochen/Monate, Auszeichnungen, Anmerkungen) | Höchstplatzierung, Gesamtwochen/‑monate, AuszeichnungChartplatzierungen (Jahr, Titel, Musiklabel, Platzierungen, Wochen/Monate, Auszeichnungen, Anmerkungen) | Höchstplatzierung, Gesamtwochen/‑monate, AuszeichnungChartplatzierungen (Jahr, Titel, Musiklabel, Platzierungen, Wochen/Monate, Auszeichnungen, Anmerkungen) | Anmerkungen                                                    | [↑]: gemeinsam behandelt mit vorhergehendem Eintrag; [←]: in beiden Charts platziert |
| Jahr | Titel Musiklabel                                       | DE | AT | CH | UK | US | Anmerkungen                                                    |                                                                                      |
| ---- | ------------------------------------------------------ | --- | --- | --- | --- | --- | -------------------------------------------------------------- | ------------------------------------------------------------------------------------ |
| 1977 | Peter Gabriel 1: Car Charisma Records (Phonogram)      | DE24 Gold · (5½ Mt.)DE | — | — | UK7 Gold · (19 Wo.)UK | US38 Gold · (17 Wo.)US | Erstveröffentlichung: 25. Februar 1977 Verkäufe: + 2.000.000   |                                                                                      |
| 1978 | Peter Gabriel 2: Scratch Charisma Records (Phonogram)  | DE49 (1 Wo.)DE | — | — | UK10 (8 Wo.)UK | US45 (10 Wo.)US | Erstveröffentlichung: 1. Juni 1978 Verkäufe: + 1.000.000       |                                                                                      |
| 1980 | Peter Gabriel 3: Melt Charisma Records (Phonogram)     | DE9 Gold · (21 Wo.)DE | AT10 (3 Mt.)AT | — | UK1 Gold · (18 Wo.)UK | US22 (29 Wo.)US | Erstveröffentlichung: 30. Mai 1980 Verkäufe: + 1.500.000       |                                                                                      |
| 1980 | Ein deutsches Album Charisma Records (Phonogram)       | DE65 (1 Wo.)DE[AT: ↑] | AT10 (3 Mt.)AT | —[UK: ↑][US: ↑] | UK1 Gold · (18 Wo.)UK | US22 (29 Wo.)US | Erstveröffentlichung: 2. Juni 1980                             |                                                                                      |
| 1982 | Peter Gabriel 4: Security Charisma Records (Phonogram) | DE84 (1 Wo.)DE | — | — | UK6 Gold · (16 Wo.)UK | US28 Gold · (31 Wo.)US | Erstveröffentlichung: 6. September 1982 Verkäufe: + 2.500.000  |                                                                                      |
| 1982 | Deutsches Album Charisma Records (Phonogram)[DE: ↑]    | DE84 (1 Wo.)DE | — | —[UK: ↑][US: ↑] | UK6 Gold · (16 Wo.)UK | US28 Gold · (31 Wo.)US | Erstveröffentlichung: 1. November 1982                         |                                                                                      |
| 1986 | So Virgin Records (BMG Ariola)                         | DE2 Platin · (70 Wo.)DE | AT1 (23 Wo.)AT | CH2 Platin · (22 Wo.)CH | UK1 ×3Dreifachplatin · (76 Wo.)UK | US2 ×5Fünffachplatin · (93 Wo.)US | Erstveröffentlichung: 19. Mai 1986 Verkäufe: + 10.000.000      |                                                                                      |
| 1992 | Us Virgin Records (EMI)                                | DE1 Platin · (37 Wo.)DE | AT10 (16 Wo.)AT | CH2 (21 Wo.)CH | UK2 Platin · (29 Wo.)UK | US2 Platin · (53 Wo.)US | Erstveröffentlichung: 27. September 1992 Verkäufe: + 2.372.500 |                                                                                      |
| 2002 | Up Real World Records (EMI)                            | DE4 Gold · (10 Wo.)DE | AT9 (6 Wo.)AT | CH4 Gold · (9 Wo.)CH | UK11 Silber · (5 Wo.)UK | US9 (9 Wo.)US | Erstveröffentlichung: 23. September 2002 Verkäufe: + 280.000   |                                                                                      |
| 2010 | Scratch My Back Real World Records (EMI)               | DE2 (11 Wo.)DE | AT11 (7 Wo.)AT | CH3 (9 Wo.)CH | UK12 (3 Wo.)UK | US26 (5 Wo.)US | Erstveröffentlichung: 12. Februar 2010 Verkäufe: + 35.000      |                                                                                      |
| 2011 | New Blood Real World Records (EMI)                     | DE6 (10 Wo.)DE | AT19 (4 Wo.)AT | CH11 (6 Wo.)CH | UK22 Silber · (4 Wo.)UK | US30 (4 Wo.)US | Erstveröffentlichung: 9. Oktober 2011 Verkäufe: + 60.000       |                                                                                      |
| 2023 | i/o Real World Records (UMG)                           | DE2 (14 Wo.)DE | AT3 (8 Wo.)AT | CH2 (12 Wo.)CH | UK1 (4 Wo.)UK | US99 (1 Wo.)US | Erstveröffentlichung: 1. Dezember 2023                         |                                                                                      |

grau schraffiert: keine Chartdaten aus diesem Jahr verfügbar

### Livealben
| Jahr | Titel Musiklabel                            | Höchstplatzierung, Gesamtwochen, AuszeichnungChartplatzierungen (Jahr, Titel, Musiklabel, Platzierungen, Wochen, Auszeichnungen, Anmerkungen) | Höchstplatzierung, Gesamtwochen, AuszeichnungChartplatzierungen (Jahr, Titel, Musiklabel, Platzierungen, Wochen, Auszeichnungen, Anmerkungen) | Höchstplatzierung, Gesamtwochen, AuszeichnungChartplatzierungen (Jahr, Titel, Musiklabel, Platzierungen, Wochen, Auszeichnungen, Anmerkungen) | Höchstplatzierung, Gesamtwochen, AuszeichnungChartplatzierungen (Jahr, Titel, Musiklabel, Platzierungen, Wochen, Auszeichnungen, Anmerkungen) | Höchstplatzierung, Gesamtwochen, AuszeichnungChartplatzierungen (Jahr, Titel, Musiklabel, Platzierungen, Wochen, Auszeichnungen, Anmerkungen) | Anmerkungen                                               |
| Jahr | Titel Musiklabel                            | DE | AT | CH | UK | US | Anmerkungen                                               |
| ---- | ------------------------------------------- | --- | --- | --- | --- | --- | --------------------------------------------------------- |
| 1983 | Plays Live Charisma Records (Phonogram)     | DE40 (10 Wo.)DE | — | — | UK8 Gold · (9 Wo.)UK | US44 (16 Wo.)US | Erstveröffentlichung: 8. Juni 1983 Verkäufe: + 500.000    |
| 1994 | Secret World Live Virgin Records (EMI)      | DE8 Gold · (26 Wo.)DE | AT8 (7 Wo.)AT | CH10 (12 Wo.)CH | UK10 Silber · (4 Wo.)UK | US23 Gold · (12 Wo.)US | Erstveröffentlichung: 28. August 1994 Verkäufe: + 945.000 |
| 2012 | Live Blood Real World Records (EMI)         | DE65 (3 Wo.)DE | — | — | — | — | Erstveröffentlichung: 23. April 2012                      |
| 2019 | Growing Up Live Real World Records (UMG)    | DE68 (1 Wo.)DE | — | — | — | — | Erstveröffentlichung: 8. Februar 2019                     |
| 2020 | Live in Athens 1987 Caroline Records (UMG)  | — | — | — | — | — | Erstveröffentlichung: 16. Oktober 2020                    |
| 2025 | In the Big Room Real World Records (UMG)    | — | — | — | — | — | Erstveröffentlichung: 27. Juni 2025                       |
| 2025 | Live at WOMAD 1982 Real World Records (UMG) | — | — | — | — | — | Erstveröffentlichung: 8. August 2025                      |

### Kompilationen
| Jahr | Titel Musiklabel                                                    | Höchstplatzierung, Gesamtwochen, AuszeichnungChartplatzierungen (Jahr, Titel, Musiklabel, Platzierungen, Wochen, Auszeichnungen, Anmerkungen) | Höchstplatzierung, Gesamtwochen, AuszeichnungChartplatzierungen (Jahr, Titel, Musiklabel, Platzierungen, Wochen, Auszeichnungen, Anmerkungen) | Höchstplatzierung, Gesamtwochen, AuszeichnungChartplatzierungen (Jahr, Titel, Musiklabel, Platzierungen, Wochen, Auszeichnungen, Anmerkungen) | Höchstplatzierung, Gesamtwochen, AuszeichnungChartplatzierungen (Jahr, Titel, Musiklabel, Platzierungen, Wochen, Auszeichnungen, Anmerkungen) | Höchstplatzierung, Gesamtwochen, AuszeichnungChartplatzierungen (Jahr, Titel, Musiklabel, Platzierungen, Wochen, Auszeichnungen, Anmerkungen) | Anmerkungen                                                   |
| Jahr | Titel Musiklabel                                                    | DE | AT | CH | UK | US | Anmerkungen                                                   |
| ---- | ------------------------------------------------------------------- | --- | --- | --- | --- | --- | ------------------------------------------------------------- |
| 1990 | Shaking the Tree: Sixteen Golden Greats Virgin Records (BMG Ariola) | DE12 Platin · (26 Wo.)DE | AT26 (2 Wo.)AT | CH27 Gold · (8 Wo.)CH | UK11 ×2Doppelplatin · (18 Wo.)UK | US48 ×2Doppelplatin · (28 Wo.)US | Erstveröffentlichung: 19. November 1990 Verkäufe: + 3.385.000 |
| 2003 | Hit Virgin Records (EMI)                                            | DE25 Gold · (5 Wo.)DE | — | CH16 (7 Wo.)CH | UK29 Gold · (4 Wo.)UK | US100 (2 Wo.)US | Erstveröffentlichung: 3. November 2003 Verkäufe: + 225.000    |
| 2013 | And I’ll Scratch Yours Real World Records (EMI)                     | DE19 (2 Wo.)DE | AT24 (1 Wo.)AT | CH39 (1 Wo.)CH | — | — | Erstveröffentlichung: 23. September 2013                      |
| 2019 | Rated PG Caroline Records (UMG)                                     | DE97 (1 Wo.)DE | — | CH37 (2 Wo.)CH | — | — | Erstveröffentlichung: 13. April 2019                          |
| 2019 | Flotsam and Jetsam Real World Records (EMI)                         | — | — | — | — | — | Erstveröffentlichung: 13. September 2019                      |

### Soundtracks
| Jahr | Titel Musiklabel                                                             | Höchstplatzierung, Gesamtwochen, AuszeichnungChartplatzierungen (Jahr, Titel, Musiklabel, Platzierungen, Wochen, Auszeichnungen, Anmerkungen) | Höchstplatzierung, Gesamtwochen, AuszeichnungChartplatzierungen (Jahr, Titel, Musiklabel, Platzierungen, Wochen, Auszeichnungen, Anmerkungen) | Höchstplatzierung, Gesamtwochen, AuszeichnungChartplatzierungen (Jahr, Titel, Musiklabel, Platzierungen, Wochen, Auszeichnungen, Anmerkungen) | Höchstplatzierung, Gesamtwochen, AuszeichnungChartplatzierungen (Jahr, Titel, Musiklabel, Platzierungen, Wochen, Auszeichnungen, Anmerkungen) | Höchstplatzierung, Gesamtwochen, AuszeichnungChartplatzierungen (Jahr, Titel, Musiklabel, Platzierungen, Wochen, Auszeichnungen, Anmerkungen) | Anmerkungen                                            |
| Jahr | Titel Musiklabel                                                             | DE | AT | CH | UK | US | Anmerkungen                                            |
| ---- | ---------------------------------------------------------------------------- | --- | --- | --- | --- | --- | ------------------------------------------------------ |
| 1985 | Birdy Virgin Records (BMG Ariola)                                            | — | — | — | UK51 (3 Wo.)UK | US162 (7 Wo.)US | Erstveröffentlichung: 18. März 1985                    |
| 1989 | Passion: Music for The Last Temptation of Christ Virgin Records (BMG Ariola) | DE30 (13 Wo.)DE | — | — | UK29 (5 Wo.)UK | US60 Gold · (14 Wo.)US | Erstveröffentlichung: 5. Juni 1989 Verkäufe: + 500.000 |
| 2000 | OVO auch bekannt als: OVO – The Millennium Show Real World Records (EMI)     | DE14 (13 Wo.)DE | — | CH27 (10 Wo.)CH | UK24 (3 Wo.)UK | — | Erstveröffentlichung: 12. Juni 2000                    |
| 2002 | Long Walk Home: Music from the Rabbit-Proof Fence Virgin Records (EMI)       | DE78 (1 Wo.)DE | — | — | — | — | Erstveröffentlichung: 15. April 2002                   |

### EPs
| Jahr | Titel Musiklabel                | Höchstplatzierung, Gesamtwochen, AuszeichnungChartplatzierungen (Jahr, Titel, Musiklabel, Platzierungen, Wochen, Auszeichnungen, Anmerkungen) | Höchstplatzierung, Gesamtwochen, AuszeichnungChartplatzierungen (Jahr, Titel, Musiklabel, Platzierungen, Wochen, Auszeichnungen, Anmerkungen) | Höchstplatzierung, Gesamtwochen, AuszeichnungChartplatzierungen (Jahr, Titel, Musiklabel, Platzierungen, Wochen, Auszeichnungen, Anmerkungen) | Höchstplatzierung, Gesamtwochen, AuszeichnungChartplatzierungen (Jahr, Titel, Musiklabel, Platzierungen, Wochen, Auszeichnungen, Anmerkungen) | Höchstplatzierung, Gesamtwochen, AuszeichnungChartplatzierungen (Jahr, Titel, Musiklabel, Platzierungen, Wochen, Auszeichnungen, Anmerkungen) | Anmerkungen                            |
| Jahr | Titel Musiklabel                | DE | AT | CH | UK | US | Anmerkungen                            |
| ---- | ------------------------------- | --- | --- | --- | --- | --- | -------------------------------------- |
| 1994 | SW Live EP Virgin Records (EMI) | — | — | — | UK39 (2 Wo.)UK | — | Erstveröffentlichung: 25. Oktober 1994 |

## Singles

### Als Leadmusiker
| Jahr | Titel Album                                                                        | Höchstplatzierung, Gesamtwochen/‑monate, AuszeichnungChartplatzierungen (Jahr, Titel, Album, Platzierungen, Wochen/Monate, Auszeichnungen, Anmerkungen) | Höchstplatzierung, Gesamtwochen/‑monate, AuszeichnungChartplatzierungen (Jahr, Titel, Album, Platzierungen, Wochen/Monate, Auszeichnungen, Anmerkungen) | Höchstplatzierung, Gesamtwochen/‑monate, AuszeichnungChartplatzierungen (Jahr, Titel, Album, Platzierungen, Wochen/Monate, Auszeichnungen, Anmerkungen) | Höchstplatzierung, Gesamtwochen/‑monate, AuszeichnungChartplatzierungen (Jahr, Titel, Album, Platzierungen, Wochen/Monate, Auszeichnungen, Anmerkungen) | Höchstplatzierung, Gesamtwochen/‑monate, AuszeichnungChartplatzierungen (Jahr, Titel, Album, Platzierungen, Wochen/Monate, Auszeichnungen, Anmerkungen) | Anmerkungen                                                                |
| Jahr | Titel Album                                                                        | DE | AT | CH | UK | US | Anmerkungen                                                                |
| ---- | ---------------------------------------------------------------------------------- | --- | --- | --- | --- | --- | -------------------------------------------------------------------------- |
| 1977 | Solsbury Hill Peter Gabriel 1: Car                                                 | DE16 (18 Wo.)DE | — | — | UK13 Platin · (14 Wo.)UK | US68 (5 Wo.)US | Erstveröffentlichung: 21. März 1977 Verkäufe: + 850.000                    |
| 1977 | Modern Love Peter Gabriel 1: Car                                                   | — | — | — | — | — | Erstveröffentlichung: 20. Juni 1977                                        |
| 1978 | D.I.Y. Peter Gabriel 2: Scratch                                                    | — | — | — | — | — | Erstveröffentlichung: 22. Mai 1978                                         |
| 1980 | Games Without Frontiers auch bekannt als: Spiel ohne Grenzen Peter Gabriel 3: Melt | DE36 (11 Wo.)DE | — | — | UK4 Silber · (11 Wo.)UK | US48 (11 Wo.)US | Erstveröffentlichung: 25. Januar 1980 Verkäufe: + 250.000; feat. Kate Bush |
| 1980 | No Self Control Peter Gabriel 3: Melt                                              | — | — | — | UK33 (6 Wo.)UK | — | Erstveröffentlichung: 5. Mai 1980                                          |
| 1980 | Biko Peter Gabriel 3: Melt                                                         | — | — | — | UK38 (9 Wo.)UK | — | Erstveröffentlichung: 18. August 1980                                      |
| 1980 | I Don’t Remember Peter Gabriel 3: Melt                                             | — | — | — | UK62 a (4 Wo.)UK | — | Erstveröffentlichung: 1. Dezember 1980                                     |
| 1982 | Shock the Monkey auch bekannt als: Schock den Affen Peter Gabriel 4: Security      | — | — | — | UK58 (5 Wo.)UK | US29 (18 Wo.)US | Erstveröffentlichung: 20. September 1982                                   |
| 1982 | I Have the Touch Peter Gabriel 4: Security                                         | — | — | — | — | — | Erstveröffentlichung: 5. Dezember 1982                                     |
| 1984 | Walk Through the Fire Gegen jede Chance (O.S.T.)                                   | — | — | — | UK69 (3 Wo.)UK | — | Erstveröffentlichung: 28. Mai 1984                                         |
| 1986 | Sledgehammer So                                                                    | DE7 (21 Wo.)DE | AT2 (4 Mt.)AT | CH4 (16 Wo.)CH | UK4 Gold · (18 Wo.)UK | US1 (21 Wo.)US | Erstveröffentlichung: 21. April 1986 Verkäufe: + 400.000                   |
| 1986 | In Your Eyes So                                                                    | — | — | — | — | US26 Gold · (28 Wo.)US | Erstveröffentlichung: 2. September 1986 Verkäufe: + 500.000                |
| 1986 | Don’t Give Up So                                                                   | DE27 (11 Wo.)DE | — | — | UK9 (11 Wo.)UK | US72 (9 Wo.)US | Erstveröffentlichung: 27. Oktober 1986 feat. Kate Bush                     |
| 1987 | Big Time So                                                                        | DE38 (6 Wo.)DE | — | — | UK13 (9 Wo.)UK | US8 (23 Wo.)US | Erstveröffentlichung: 23. März 1987                                        |
| 1987 | Red Rain So                                                                        | — | — | — | UK46 (4 Wo.)UK | — | Erstveröffentlichung: 6. Juli 1987                                         |
| 1989 | Shakin’ the Tree Shaking the Tree: Sixteen Golden Greats • The Lion                | — | — | — | UK61 (3 Wo.)UK | — | Erstveröffentlichung: 22. Mai 1989 mit Youssou N’Dour                      |
| 1992 | Digging in the Dirt Us                                                             | DE23 (13 Wo.)DE | AT29 (2 Wo.)AT | CH12 (14 Wo.)CH | UK24 (4 Wo.)UK | US52 (11 Wo.)US | Erstveröffentlichung: 7. September 1992                                    |
| 1993 | Steam Us                                                                           | DE48 (14 Wo.)DE | — | — | UK10 (7 Wo.)UK | US32 (15 Wo.)US | Erstveröffentlichung: 11. Januar 1993                                      |
| 1993 | Blood of Eden Us                                                                   | — | — | — | UK43 (4 Wo.)UK | — | Erstveröffentlichung: 29. März 1993 feat. Sinéad O’Connor                  |
| 1993 | Kiss That Frog Us                                                                  | — | — | — | UK46 (3 Wo.)UK | — | Erstveröffentlichung: 20. September 1993                                   |
| 1994 | Lovetown Philadelphia (O.S.T.)                                                     | DE95 (1 Wo.)DE | — | — | UK49 (2 Wo.)UK | — | Erstveröffentlichung: 13. Juni 1994                                        |
| 2002 | The Barry Williams Show Up                                                         | DE66 (3 Wo.)DE | — | CH81 (7 Wo.)CH | — | — | Erstveröffentlichung: 9. September 2002                                    |
| 2002 | More Than This Up                                                                  | — | — | — | UK47 (2 Wo.)UK | — | Erstveröffentlichung: 30. Dezember 2002                                    |
| 2003 | Growing Up Up                                                                      | — | — | — | — | — | Erstveröffentlichung: 30. Juni 2003                                        |
| 2003 | Burn You Up, Burn You Down Hit                                                     | — | — | — | — | — | Erstveröffentlichung: 24. November 2003                                    |
| 2008 | Down to Earth WALL·E – Der Letzte räumt die Erde auf (O.S.T.)                      | — | — | — | — | — | Erstveröffentlichung: 10. Juni 2008                                        |
| 2013 | Courage So (25th Anniversary Limited Deluxe Edition)                               | — | — | — | — | — | Erstveröffentlichung: 4. November 2013                                     |
| 2016 | I’m Amazing Flotsam and Jetsam                                                     | — | — | — | — | — | Erstveröffentlichung: 17. Juni 2016                                        |
| 2016 | The Veil Flotsam and Jetsam                                                        | — | — | — | — | — | Erstveröffentlichung: 9. September 2016                                    |
| 2023 | Panopticom i/o                                                                     | — | — | — | — | — | Erstveröffentlichung: 6. Januar 2023                                       |
| 2023 | The Court i/o                                                                      | — | — | — | — | — | Erstveröffentlichung: 5. Februar 2023                                      |
| 2023 | Playing for Time i/o                                                               | — | — | — | — | — | Erstveröffentlichung: 7. März 2023                                         |
| 2023 | i/o                                                                                | — | — | — | — | — | Erstveröffentlichung: 6. April 2023                                        |
| 2023 | Four Kinds of Horses i/o                                                           | — | — | — | — | — | Erstveröffentlichung: 5. Mai 2023                                          |
| 2023 | Road to Joy i/o                                                                    | — | — | — | — | — | Erstveröffentlichung: 4. Juni 2023                                         |
| 2023 | So Much i/o                                                                        | — | — | — | — | — | Erstveröffentlichung: 3. Juli 2023                                         |
| 2023 | Olive Tree i/o                                                                     | — | — | — | — | — | Erstveröffentlichung: 1. August 2023                                       |
| 2023 | Love Can Heal i/o                                                                  | — | — | — | — | — | Erstveröffentlichung: 31. August 2023                                      |
| 2023 | This Is Home i/o                                                                   | — | — | — | — | — | Erstveröffentlichung: 29. September 2023                                   |
| 2023 | And Still i/o                                                                      | — | — | — | — | — | Erstveröffentlichung: 28. Oktober 2023                                     |
| 2023 | Live and Let Live i/o                                                              | — | — | — | — | — | Erstveröffentlichung: 27. November 2023                                    |
| 2025 | The Rhythm of the Heat Live at WOMAD 1982                                          | — | — | — | — | — | Erstveröffentlichung: 1. August 2025                                       |

### Als Gastmusiker
| Jahr | Titel Album                                      | Höchstplatzierung, Gesamtwochen, AuszeichnungChartplatzierungen (Jahr, Titel, Album, Platzierungen, Wochen, Auszeichnungen, Anmerkungen) | Höchstplatzierung, Gesamtwochen, AuszeichnungChartplatzierungen (Jahr, Titel, Album, Platzierungen, Wochen, Auszeichnungen, Anmerkungen) | Höchstplatzierung, Gesamtwochen, AuszeichnungChartplatzierungen (Jahr, Titel, Album, Platzierungen, Wochen, Auszeichnungen, Anmerkungen) | Höchstplatzierung, Gesamtwochen, AuszeichnungChartplatzierungen (Jahr, Titel, Album, Platzierungen, Wochen, Auszeichnungen, Anmerkungen) | Höchstplatzierung, Gesamtwochen, AuszeichnungChartplatzierungen (Jahr, Titel, Album, Platzierungen, Wochen, Auszeichnungen, Anmerkungen) | Anmerkungen                                                                                 |
| Jahr | Titel Album                                      | DE | AT | CH | UK | US | Anmerkungen                                                                                 |
| ---- | ------------------------------------------------ | --- | --- | --- | --- | --- | ------------------------------------------------------------------------------------------- |
| 1985 | Take Me Home No Jacket Required                  | — | — | — | UK19 (9 Wo.)UK | US7 (16 Wo.)US | Erstveröffentlichung: 15. Juli 1985 Begleitgesang bei Phil Collins                          |
| 1985 | Sun City                                         | DE17 (13 Wo.)DE | AT30 (2 Wo.)AT | CH7 (10 Wo.)CH | UK21 (9 Wo.)UK | US38 (13 Wo.)US | Erstveröffentlichung: 18. November 1985 als Teil von Artists United Against Apartheid       |
| 1988 | My Secret Place Chalk Mark in a Rain Storm       | — | — | — | — | — | Erstveröffentlichung: Mai 1988 Joni Mitchell feat. Peter Gabriel                            |
| 1991 | Give Peace a Chance Give Peace a Chance (VHS)    | — | — | — | — | — | Erstveröffentlichung: 28. Januar 1991; als Teil von Peace Choir; Original: Plastic Ono Band |
| 1993 | Be Still Peace Together                          | — | — | — | — | — | Erstveröffentlichung: 17. Mai 1993 als Teil von Peace Together                              |
| 1996 | While the Earth Sleeps Boheme (European Edition) | — | — | — | — | — | Erstveröffentlichung: 25. Januar 1996 Deep Forest feat. Peter Gabriel                       |
| 2001 | When You’re Falling Volume 3: Further in Time    | — | — | — | — | — | Erstveröffentlichung: 30. Juli 2001 Afro Celt Sound System feat. Peter Gabriel              |
| 2016 | A.I. Oh My My                                    | — | — | — | — | — | Erstveröffentlichung: 30. September 2016 OneRepublic feat. Peter Gabriel                    |
| 2022 | Unconditional II (Race and Religion) WE          | — | — | — | — | — | Erstveröffentlichung: 6. Mai 2022 Arcade Fire feat. Peter Gabriel                           |
| 2024 | Digging in the Dirt –                            | — | — | — | — | — | Erstveröffentlichung: 8. März 2024 Sheryl Crow feat. Peter Gabriel                          |

## Videoalben und Musikvideos

### Videoalben
| Jahr | Titel Musiklabel                                                                    | Höchstplatzierung, Gesamtwochen, AuszeichnungChartplatzierungen (Jahr, Titel, Musiklabel, Platzierungen, Wochen, Auszeichnungen, Anmerkungen) | Höchstplatzierung, Gesamtwochen, AuszeichnungChartplatzierungen (Jahr, Titel, Musiklabel, Platzierungen, Wochen, Auszeichnungen, Anmerkungen) | Höchstplatzierung, Gesamtwochen, AuszeichnungChartplatzierungen (Jahr, Titel, Musiklabel, Platzierungen, Wochen, Auszeichnungen, Anmerkungen) | Höchstplatzierung, Gesamtwochen, AuszeichnungChartplatzierungen (Jahr, Titel, Musiklabel, Platzierungen, Wochen, Auszeichnungen, Anmerkungen) | Höchstplatzierung, Gesamtwochen, AuszeichnungChartplatzierungen (Jahr, Titel, Musiklabel, Platzierungen, Wochen, Auszeichnungen, Anmerkungen) | Anmerkungen                                                                 |
| Jahr | Titel Musiklabel                                                                    | DE | AT | CH | UK | US | Anmerkungen                                                                 |
| ---- | ----------------------------------------------------------------------------------- | --- | --- | --- | --- | --- | --------------------------------------------------------------------------- |
| 1987 | CV – Compilation Video Virgin Records (EMI)                                         | — | — | — | — | US1 Gold · (31 Wo.)US | Erstveröffentlichung: 12. Oktober 1987 Verkäufe: + 58.000                   |
| 1990 | PoV – Point of View Virgin Records (EMI)                                            | — | — | — | — | US12 (11 Wo.)US | Erstveröffentlichung: 1990                                                  |
| 1993 | All About Us Real World Records (EMI)                                               | — | — | — | — | — | Erstveröffentlichung: 7. Dezember 1993                                      |
| 1994 | Secret World Live Real World Records (EMI)                                          | DE* ×3DreifachgoldDE | AT5 (1 Wo.)AT | CH8 (3 Wo.)CH | UK3 Gold · (38 Wo.)UK | US4 Platin · (50 Wo.)US | Erstveröffentlichung: September 1994 Verkäufe: + 268.000; * siehe Livealbum |
| 2003 | Growing Up Live Real World Records (WMG)                                            | DE31 Platin · (4 Wo.)DE | — | — | UK10 Gold · (12 Wo.)UK | US10 Platin · (2 Wo.)US | Erstveröffentlichung: 3. November 2003 Verkäufe: + 211.000                  |
| 2004 | Growing Up on Tour: A Family Portrait Real World Records (Lakeshore)                | — | — | — | — | — | Erstveröffentlichung: 5. Mai 2004                                           |
| 2004 | Play: The Videos Real World Records (WMG)                                           | DE33 Platin · (3 Wo.)DE | — | — | UK8 (7 Wo.)UK | US15 (1 Wo.)US | Erstveröffentlichung: 25. Oktober 2004 Verkäufe: + 57.500                   |
| 2005 | Still Growing Up: Live & Unwrapped Real World Records (WMG)                         | DE74 (1 Wo.)DE | — | — | UK5 (2 Wo.)UK | US9 (2 Wo.)US | Erstveröffentlichung: 31. Oktober 2005                                      |
| 2010 | Live in Verona – Scratch My Back and Taking The Pulse Eigenvertrieb                 | — | — | — | — | — | Erstveröffentlichung: 26. September 2010                                    |
| 2011 | New Blood: Live in London Real World Records (EMI)                                  | DE11 (7 Wo.)DE | AT3 (1 Wo.)AT | CH2 (3 Wo.)CH | UK5 (8 Wo.)UK | US4 (20 Wo.)US | Erstveröffentlichung: 24. Oktober 2011 Verkäufe: + 7.500                    |
| 2012 | So – The Definitive Authorised Story of the Album Eagle Rock Entertainment (ERE)    | DE*DE | — | — | UK23 (1 Wo.)UK | US10 (8 Wo.)US | Erstveröffentlichung: 22. Oktober 2012 * siehe So                           |
| 2013 | Live in Athens 1987 Real World Records (EMI)                                        | DE28 (2 Wo.)DE | AT8 (1 Wo.)AT | CH6 (3 Wo.)CH | UK6 (6 Wo.)UK | US4 (7 Wo.)US | Erstveröffentlichung: 16. September 2013                                    |
| 2014 | Back to Front: Live in London Real World Records (EMI)                              | DE7 (10 Wo.)DE | AT1 (8 Wo.)AT | CH1 (15 Wo.)CH | UK1 (27 Wo.)UK | US1 (23 Wo.)US | Erstveröffentlichung: 20. Juni 2014                                         |
| 2016 | Growing Up Live / Still Growing Up: Live & Unwrapped Eagle Rock Entertainment (ERE) | — | — | — | UK5 (2 Wo.)UK | — | Erstveröffentlichung: 14. Oktober 2016                                      |

### Musikvideos
| Jahr | Titel                          | Regie |
| ---- | ------------------------------ | --- |
| 1977 | Modern Love                    | Peter Medak |
| 1980 | Games Without Frontiers        | David Mallet (2 Versionen, 1980), York Tillyer (Version 3, 2004)                                                             |
| 1980 | No Self Control                | |
| 1982 | Shock the Monkey               | Brian Grant |
| 1983 | I Don’t Remember (Live)        | Marcello Anciano |
| 1986 | Big Time                       | Stephen R. Johnson |
| 1986 | Sledgehammer                   | Stephen R. Johnson (Version 1, 1986), Lightbrush (Version 2, 2025)                                                           |
| 1986 | In Your Eyes                   | Graham Dean, Peter Gabriel (Version 1, 1986), Lightbrush (Version 2, 2025)                                                   |
| 1986 | Mercy Street                   | Matt Mahurin |
| 1986 | Red Rain                       | Matt Mahurin |
| 1986 | Don’t Give Up                  | Lol Creme, Kevin Godley (Version 1), Jim Blashfield (Version 2)                                                              |
| 1986 | This is the Picture            | Dean Winkler |
| 1987 | Biko                           | Lol Creme |
| 1988 | Zaar                           | Stefan Roloff |
| 1990 | Solsbury Hill                  | York Tillyer |
| 1990 | Shakin’ the Tree               | Isaac Julien |
| 1992 | Steam                          | Stephen R. Johnson |
| 1992 | Digging in the Dirt            | John Downer |
| 1992 | Blood of Eden                  | Nicola Bruce, Michael Coulson                                                                                                |
| 1993 | Kiss That Frog                 | Brett Leonard |
| 1993 | Come Talk to Me                | Matt Mahurin |
| 1993 | Lovetown                       | Michael Coulson |
| 2000 | The Nest That Sailed the Sky   | York Tillyer |
| 2001 | When You’re Falling            | Adam Berg |
| 2002 | The Barry Williams Show        | Sean Penn |
| 2002 | Growing Up                     | François Vogel |
| 2003 | The Drop                       | Glenn Marshall |
| 2003 | Washing of the Water           | York Tillyer |
| 2004 | Father, Son                    | Anna Gabriel |
| 2016 | The Veil                       | Kurt Mattila |
| 2023 | Panopticom                     | Stephen "Vnderworld" Grzanowski (Version 1, 2023), Lamson (Lam Son Do) (Version 2, 2023), Dominic DeJoseph (Version 3, 2025) |
| 2023 | The Court                      | Oranguerillatan (Version 1), Junie Lau (Version 2)                                                                           |
| 2023 | i/o                            | Sagans (Version 1, 2023), Albert Normandin (Version 2, 2025), Lee Beavington (Version 3, 2025)                               |
| 2023 | Olive Tree                     | Oranguerillatan |
| 2023 | Love Can Heal                  | Aardman Animations (Version 1, 2023), Ravi Swami (Version 2, 2025)                                                           |
| 2025 | Four Kinds of Horses           | Lamson (Lam Son Do) |
| 2025 | Playing for Time               | Stephen "Vnderworld" Grzanowski (Version 1), Dominic DeJoseph (Version 2), Daniel Leighton (Version 3)                       |
| 2025 | Road to Joy                    | Junie Lau (Version 1), Tristan Zand (Version 2), Michael Rhoades (Version 3)                                                 |
| 2025 | This Is Home                   | Ezra Soiferman (Version 1), Ernie Button (Version 2)                                                                         |
| 2025 | Before Night Falls             | Mike Bennion |
| 2025 | Live and Let Live              | Jay Schankman |
| 2025 | Bread and Wine                 | Ernie Button |
| 2025 | The Family and the Fishing Net | Nathaniel Barlam |
| 2025 | And Still                      | Arielko |
| 2025 | Washing of the Water           | Ezra Soiferman |
| 2025 | Secret World                   | Daniel Corey |
| 2025 | Intruder                       | Stéphane Laurencin |
| 2025 | San Jacinto                    | Jean-Luc Addams |

## Autorenbeteiligungen und Produktionen
Peter Gabriel als Autor (A) und Produzent (P) in den Charts

| Jahr | Titel Interpretation                               | Höchstplatzierung, Gesamtwochen, AuszeichnungChartplatzierungen (Jahr, Titel, Interpretation, Platzierungen, Wochen, Auszeichnungen, Anmerkungen) | Höchstplatzierung, Gesamtwochen, AuszeichnungChartplatzierungen (Jahr, Titel, Interpretation, Platzierungen, Wochen, Auszeichnungen, Anmerkungen) | Höchstplatzierung, Gesamtwochen, AuszeichnungChartplatzierungen (Jahr, Titel, Interpretation, Platzierungen, Wochen, Auszeichnungen, Anmerkungen) | Höchstplatzierung, Gesamtwochen, AuszeichnungChartplatzierungen (Jahr, Titel, Interpretation, Platzierungen, Wochen, Auszeichnungen, Anmerkungen) | Höchstplatzierung, Gesamtwochen, AuszeichnungChartplatzierungen (Jahr, Titel, Interpretation, Platzierungen, Wochen, Auszeichnungen, Anmerkungen) | Anmerkungen                                                                                |
| Jahr | Titel Interpretation                               | DE | AT | CH | UK | US | Anmerkungen                                                                                |
| ---- | -------------------------------------------------- | --- | --- | --- | --- | --- | ------------------------------------------------------------------------------------------ |
| 1974 | I Know What I Like (In Your Wardrobe) A, P Genesis | — | — | — | UK21 (7 Wo.)UK | — | Erstveröffentlichung: 25. Januar 1974                                                      |
| 1975 | Carpet Crawl A, P Genesis                          | DE72 b (9 Wo.)DE | — | — | — | — | Erstveröffentlichung: 18. April 1975                                                       |
| 1983 | Listen to the Radio: Atmospherics A Tom Robinson   | — | — | — | UK39 (7 Wo.)UK | — | Erstveröffentlichung: 4. November 1983                                                     |
| 1991 | Silent Night P Sinéad O’Connor                     | — | — | — | UK60 (4 Wo.)UK | — | Erstveröffentlichung: 2. Dezember 1991 Original: Traditional – Stille Nacht, heilige Nacht |
| 2003 | Solsbury Hill A Erasure                            | DE29 (9 Wo.)DE | — | — | UK10 (3 Wo.)UK | — | Erstveröffentlichung: 6. Januar 2003                                                       |

## Hörspiele
| Jahr | Titel Musiklabel                       | Anmerkungen                                                                      |
| ---- | -------------------------------------- | -------------------------------------------------------------------------------- |
| 1992 | Die Nixe – The Mermaid EMI Music (EMI) | Erstveröffentlichung: 1992 mit Bela B, Christa Fast & Annie Lennox               |
| 1993 | Snowflake Disques Kizna (TOCT)         | Erstveröffentlichung: 3. Februar 1993 mit Akira Inoue, David Rhodes & Akiko Yano |

## Promoveröffentlichungen
Promo-Singles

| Jahr | Titel Album                                | Höchstplatzierung, Gesamtwochen, AuszeichnungChartplatzierungen (Jahr, Titel, Album, Platzierungen, Wochen, Auszeichnungen, Anmerkungen) | Höchstplatzierung, Gesamtwochen, AuszeichnungChartplatzierungen (Jahr, Titel, Album, Platzierungen, Wochen, Auszeichnungen, Anmerkungen) | Höchstplatzierung, Gesamtwochen, AuszeichnungChartplatzierungen (Jahr, Titel, Album, Platzierungen, Wochen, Auszeichnungen, Anmerkungen) | Höchstplatzierung, Gesamtwochen, AuszeichnungChartplatzierungen (Jahr, Titel, Album, Platzierungen, Wochen, Auszeichnungen, Anmerkungen) | Höchstplatzierung, Gesamtwochen, AuszeichnungChartplatzierungen (Jahr, Titel, Album, Platzierungen, Wochen, Auszeichnungen, Anmerkungen) | Anmerkungen                                                         |
| Jahr | Titel Album                                | DE | AT | CH | UK | US | Anmerkungen                                                         |
| ---- | ------------------------------------------ | --- | --- | --- | --- | --- | ------------------------------------------------------------------- |
| 1982 | Wallflower Peter Gabriel 4: Security       | — | — | — | — | — | Erstveröffentlichung: 1982                                          |
| 1983 | Solsbury Hill (Live) Plays Live            | — | — | — | — | — | Erstveröffentlichung: August 1983                                   |
| 1983 | I Go Swimming (Live) Plays Live            | — | — | — | — | — | Erstveröffentlichung: 1983                                          |
| 1984 | Out Out Gremlins – Kleine Monster (O.S.T.) | — | — | — | — | — | Erstveröffentlichung: Dezember 1984                                 |
| 1986 | That Voice Again So                        | — | — | — | — | — | Erstveröffentlichung: 1986                                          |
| 1988 | Mercy Street So                            | — | — | — | — | — | Erstveröffentlichung: 1988                                          |
| 1993 | Secret World Us                            | — | — | — | — | — | Erstveröffentlichung: 1993                                          |
| 1993 | Come Talk to Me Us                         | — | — | — | — | — | Erstveröffentlichung: März 1993                                     |
| 1997 | Mercedes Big City Secrets                  | — | — | — | — | — | Erstveröffentlichung: 1997 Begleitgesang bei Joseph Arthur          |
| 2004 | Darkness Up                                | — | — | — | — | — | Erstveröffentlichung: 2. August 2004                                |
| 2010 | The Book of Love Scratch My Back           | DE93 (1 Wo.)DE | AT70 (1 Wo.)AT | — | — | — | Erstveröffentlichung: 11. Januar 2010 Original: The Magnetic Fields |
| 2010 | The Power of the Heart Scratch My Back     | — | — | — | — | — | Erstveröffentlichung: 5. April 2010 Original: Lou Reed              |
| 2019 | Party Man Rated PG                         | — | — | — | — | — | Erstveröffentlichung: 12. April 2019 feat. The Worldbeaters         |

## Sonderveröffentlichungen

### Alben
| Jahr | Titel Musiklabel                                                  | Anmerkungen                              |
| ---- | ----------------------------------------------------------------- | ---------------------------------------- |
| 2013 | Scratch My Back / And I’ll Scratch Yours Real World Records (EMI) | Erstveröffentlichung: 23. September 2013 |

### Lieder
| Jahr | Titel Album                                             | Anmerkungen |
| ---- | ------------------------------------------------------- | --- |
| 1970 | Katmandu Mona Bone Jakon                                | Erstveröffentlichung: 24. April 1970 Instrumentalist bei Cat Stevens                                                                         |
| 1979 | Exposure                                                | Erstveröffentlichung: Juni 1979 Robert Fripp feat. Peter Gabriel                                                                             |
| 1979 | Here Comes the Flood Exposure                           | Erstveröffentlichung: Juni 1979 Robert Fripp feat. Peter Gabriel                                                                             |
| 1981 | Screaming Jets Walking into Mirrors                     | Erstveröffentlichung: Juli 1981 Johnny Warman feat. Peter Gabriel                                                                            |
| 1984 | Excellent Birds Mister Heartbreak                       | Erstveröffentlichung: 14. Februar 1984 Laurie Anderson feat. Peter Gabriel                                                                   |
| 1985 | Take Me Home No Jacket Required                         | Erstveröffentlichung: 25. Januar 1985 Begleitgesang bei Phil Collins                                                                         |
| 1986 | Everywhere I Go Reconciled                              | Erstveröffentlichung: 11. Juni 1986 Begleitgesang bei The Call                                                                               |
| 1987 | Winds of Change (Mandela to Mandela) Female Trouble     | Erstveröffentlichung: 21. Juni 1987 Nona Hendryx feat. Peter Gabriel                                                                         |
| 1987 | Fallen Angel Robbie Robertson                           | Erstveröffentlichung: 27. Oktober 1987 Robbie Robertson feat. Peter Gabriel                                                                  |
| 1988 | Do What You Do                                          | Erstveröffentlichung: 25. Januar 1988 The Epidemics feat. Peter Gabriel                                                                      |
| 1988 | I Got Your Message Do What You Do                       | Erstveröffentlichung: 25. Januar 1988 The Epidemics feat. Peter Gabriel                                                                      |
| 1988 | My Secret Place Chalk Mark in a Rain Storm              | Erstveröffentlichung: 11. April 1988 Joni Mitchell feat. Peter Gabriel                                                                       |
| 1990 | Land of Anaka Exile                                     | Erstveröffentlichung: 1990 Begleitgesang bei Geoffrey Oryema                                                                                 |
| 1990 | Soul Searcher                                           | Erstveröffentlichung: 1990 Instrumentalist bei L. Shankar                                                                                    |
| 1991 | Silence It’s About Time                                 | Erstveröffentlichung: 1991 Begleitgesang bei Manu Katché                                                                                     |
| 1991 | Warm Doorway It’s About Time                            | Erstveröffentlichung: 1991 Begleitgesang bei Manu Katché                                                                                     |
| 1991 | Give Peace a Chance Give Peace a Chance (VHS)           | Erstveröffentlichung: Dezember 1991 als Teil von Peace Choir; Original: Plastic Ono Band                                                     |
| 1994 | Qualquer coisa a haver com o paraíso Angelus            | Erstveröffentlichung: 18. Februar 1994 Milton Nascimento feat. Peter Gabriel                                                                 |
| 1994 | I Met a Man The Woman’s Boat                            | Erstveröffentlichung: 25. Mai 1994 Toni Childs feat. Peter Gabriel                                                                           |
| 1994 | Biko (Remix) Wakafrika                                  | Erstveröffentlichung: 14. Juni 1994 Manu Dibango feat. Alex Brown, Peter Gabriel, Ladysmith Black Mambazo, Sinéad O’Connor & Geoffrey Oryema |
| 1995 | While the Earth Sleeps Boheme (European Edition)        | Erstveröffentlichung: 20. Juni 1995 Deep Forest feat. Peter Gabriel                                                                          |
| 1996 | I’m Still Looking for a Home Tender City                | Erstveröffentlichung: 1. Mai 1996 Joy Askew feat. Peter Gabriel                                                                              |
| 1996 | Hush, Hush, Hush This Fire                              | Erstveröffentlichung: 15. Oktober 1996 Paula Cole feat. Peter Gabriel                                                                        |
| 1997 | Mercedes Big City Secrets                               | Erstveröffentlichung: 11. März 1997 Begleitgesang bei Joseph Arthur                                                                          |
| 1998 | Blind Soularium                                         | Erstveröffentlichung: 14. Juli 1998 Sister Soleil feat. Peter Gabriel                                                                        |
| 2000 | This Dream Joko – From Village to Town                  | Erstveröffentlichung: 21. Februar 2000 Youssou N’Dour feat. Peter Gabriel                                                                    |
| 2001 | When You’re Falling Volume 3: Further in Time           | Erstveröffentlichung: 17. Juni 2001 Afro Celt Sound System feat. Peter Gabriel                                                               |
| 2003 | Salala Jack o the Green: Small World Big Band Friends 3 | Erstveröffentlichung: 17. November 2003 Jools Holland & His Rhythm & Blues Orchestra feat. Peter Gabriel                                     |
| 2007 | Salala Djin Djin                                        | Erstveröffentlichung: 27. April 2007 Angélique Kidjo feat. Peter Gabriel                                                                     |
| 2007 | Big Time Beautiful Day                                  | Erstveröffentlichung: 22. August 2007 Hardage feat. Electrokingdom & Peter Gabriel                                                           |
| 2012 | Eve Images                                              | Erstveröffentlichung: 24. Dezember 2012 Kikai feat. Peter Gabriel & Angélique Kidjo                                                          |
| 2016 | A.I. Oh My My                                           | Erstveröffentlichung: 30. September 2016 OneRepublic feat. Peter Gabriel                                                                     |
| 2018 | Purify Everything Is Recorded                           | Erstveröffentlichung: 16. Februar 2018 Everything Is Recorded feat. Peter Gabriel & Infinite                                                 |
| 2022 | Unconditional II (Race and Religion) We                 | Erstveröffentlichung: 6. Mai 2022 Arcade Fire feat. Peter Gabriel                                                                            |
| 2024 | Digging in the Dirt Evolution                           | Erstveröffentlichung: 29. März 2024 Sheryl Crow feat. Peter Gabriel                                                                          |

| Jahr | Titel Album                                                                               | Anmerkungen                                                                          |
| ---- | ----------------------------------------------------------------------------------------- | ------------------------------------------------------------------------------------ |
| 1985 | Sun City                                                                                  | Erstveröffentlichung: 7. Dezember 1985 als Teil von Artists United Against Apartheid |
| 1993 | Be Still Peace Together                                                                   | Erstveröffentlichung: 20. Juli 1993 als Teil von Peace Together                      |
| 1994 | Summertime The Glory of Gershwin                                                          | Erstveröffentlichung: 29. August 1994 Original: Abbie Mitchell                       |
| 1994 | Suzanne Tower of Song – The Songs of Leonard Cohen                                        | Erstveröffentlichung: 9. September 1994 Original: Leonard Cohen                      |
| 1994 | Biko (Live at Woodstock 94) Woodstock 94                                                  | Erstveröffentlichung: 8. November 1994                                               |
| 1997 | In the Sun Diana, Princess of Wales: Tribute                                              | Erstveröffentlichung: 2. Dezember 1997 Original: Joseph Arthur                       |
| 2004 | Wild World 46664 – Part 1 African Prayer                                                  | Erstveröffentlichung: 5. April 2004 mit Yusuf Islam                                  |
| 2008 | Big Blue Ball                                                                             | Erstveröffentlichung: 27. Juni 2008 als Teil von Big Blue Ball                       |
| 2008 | Burn You Up, Burn You Down Big Blue Ball                                                  | Erstveröffentlichung: 27. Juni 2008 als Teil von Big Blue Ball                       |
| 2008 | Exit Through You Big Blue Ball                                                            | Erstveröffentlichung: 27. Juni 2008 als Teil von Big Blue Ball                       |
| 2008 | Whole Thing Big Blue Ball                                                                 | Erstveröffentlichung: 27. Juni 2008 als Teil von Big Blue Ball                       |
| 2013 | Family Snapshot (Live at The Human Rights Concerts) ¡Released! The Human Rights Concerts  | Erstveröffentlichung: 28. Oktober 2013                                               |
| 2013 | Red Rain (Live at The Human Rights Concerts) ¡Released! The Human Rights Concerts         | Erstveröffentlichung: 28. Oktober 2013                                               |
| 2013 | Shock the Monkey (Live at The Human Rights Concerts) ¡Released! The Human Rights Concerts | Erstveröffentlichung: 28. Oktober 2013                                               |
| 2022 | Here It Is Here It Is – A Tribute to Leonard Cohen                                        | Erstveröffentlichung: 14. Oktober 2022 Original: Leonard Cohen                       |

| Jahr | Titel Soundtrack                                       | Anmerkungen                                                                         |
| ---- | ------------------------------------------------------ | ----------------------------------------------------------------------------------- |
| 1984 | Out Out Gremlins – Kleine Monster                      | Erstveröffentlichung: 1984                                                          |
| 1984 | Walk Through the Fire Gegen jede Chance                | Erstveröffentlichung: 18. September 1984                                            |
| 1988 | In Your Eyes Teen Lover                                | Erstveröffentlichung: 1988                                                          |
| 1993 | Lovetown Philadelphia                                  | Erstveröffentlichung: 24. Dezember 1993                                             |
| 1994 | Taboo Natural Born Killers                             | Erstveröffentlichung: 23. August 1994 mit Nusrat Fateh Ali Khan                     |
| 1995 | Party Man Virtuosity                                   | Erstveröffentlichung: 1. August 1995 mit The Worldbeaters                           |
| 1995 | While the Earth Sleeps Strange Days                    | Erstveröffentlichung: 16. November 1995 Deep Forest feat. Peter Gabriel             |
| 1996 | I Have the Touch Phenomenon – Das Unmögliche wird wahr | Erstveröffentlichung: 2. Juli 1996                                                  |
| 1998 | Shakin’ the Tree Aus dem Dschungel, in den Dschungel   | Erstveröffentlichung: 7. März 1997 feat. Youssou N’Dour                             |
| 1998 | I Grieve Stadt der Engel                               | Erstveröffentlichung: 31. März 1998                                                 |
| 1998 | That’ll Do Schweinchen Babe in der großen Stadt        | Erstveröffentlichung: 24. November 1998 feat. Black Dyke Mills Band & Paddy Maloney |
| 2000 | The Tower That Ate People Red Planet                   | Erstveröffentlichung: 7. November 2000                                              |
| 2004 | Solsbury Hill Reine Chefsache                          | Erstveröffentlichung: 2004                                                          |
| 2004 | The Book of Love Darf ich bitten?                      | Erstveröffentlichung: 12. Oktober 2004                                              |
| 2007 | Whole Thing Long Way Down                              | Erstveröffentlichung: 3. Dezember 2007 als Teil von Big Blue Ball                   |
| 2008 | Down to Earth WALL·E – Der Letzte räumt die Erde auf   | Erstveröffentlichung: 25. Juli 2008                                                 |
| 2010 | Father, Son Der tierisch verrückte Bauernhof           | Erstveröffentlichung: 7. September 2010                                             |
| 2017 | Heroes Stranger Things                                 | Erstveröffentlichung: 27. Oktober 2017 Original: David Bowie                        |
| 2018 | In Your Eyes Deadpool 2                                | Erstveröffentlichung: 18. Mai 2018                                                  |

## Statistik

### Chartauswertung
Die folgenden Aufstellungen bieten eine Übersicht der Charterfolge von Peter Gabriel in den Album-, Single- und Musik-DVD-Charts. Zu beachten ist, das bei den Singles nur Interpretationen und keine reinen Autorenbeteiligungen oder Produktionen berücksichtigt wurden. Darüber hinaus besteht in Deutschland die Besonderheit, das sich Videoalben auch in den Albumcharts platzieren, die Angaben aus den restlichen Ländern entstammen aus separaten Musik-DVD-Charts.
|                     | DE     | AT     | CH     | UK     | US     |
| ------------------- | ------ | ------ | ------ | ------ | ------ |
| Nummer-eins-Alben   | DE1DE  | AT1AT  | CH—CH  | UK3UK  | US—US  |
| Top-10-Alben        | DE9DE  | AT6AT  | CH6CH  | UK9UK  | US3US  |
| Alben in den Charts | DE28DE | AT10AT | CH12CH | UK18UK | US16US |

|                       | DE     | AT    | CH    | UK     | US     |
| --------------------- | ------ | ----- | ----- | ------ | ------ |
| Nummer-eins-Singles   | DE—DE  | AT—AT | CH—CH | UK—UK  | US1US  |
| Top-10-Singles        | DE1DE  | AT1AT | CH2CH | UK4UK  | US3US  |
| Singles in den Charts | DE11DE | AT4AT | CH4CH | UK21UK | US11US |

|                          | DE    | AT    | CH    | UK    | US     |
| ------------------------ | ----- | ----- | ----- | ----- | ------ |
| Nummer-eins-Videoalben   | DE—DE | AT—AT | CH—CH | UK1UK | US2US  |
| Top-10-Videoalben        | DE—DE | AT1AT | CH1CH | UK8UK | US8US  |
| Videoalben in den Charts | DE—DE | AT4AT | CH4CH | UK9UK | US10US |

### Auszeichnungen für Musikverkäufe
Neben den aufgeführten Autorenbeteiligungen und Produktionen bekam auch die Autorenbeteiligungen Don’t Give Up (Natalie Bassingthwaighte & Shannon Noll) eine Platin-Schallplatte für 70.000 verkaufte Einheiten in Australien.
| Land/RegionAuszeichnungen für Musikverkäufe (Land/Region, Auszeichnungen, Verkäufe, Quellen) | Silber     | Gold       | Platin       | Verkäufe   | Quellen                               |
| -------------------------------------------------------------------------------------------- | ---------- | ---------- | ------------ | ---------- | ------------------------------------- |
| Argentinien (CAPIF)                                                                          | —          | 2× Gold2   | 3× Platin3   | 84.000     | capif.org.ar AR2                      |
| Australien (ARIA)                                                                            | —          | 2× Gold2   | Platin1      | 112.500    | aria.com.au                           |
| Belgien (BRMA)                                                                               | —          | 2× Gold2   | —            | 50.000     | ultratop.be worldradiohistory.com     |
| Deutschland (BVMI)                                                                           | —          | 6× Gold6   | 6× Platin6   | 2.925.000  | musikindustrie.de                     |
| Frankreich (SNEP)                                                                            | —          | 8× Gold8   | Platin1      | 737.500    | infodisc.fr snepmusique.com           |
| Frankreich (UPFI)                                                                            | —          | Gold1      | —            | 7.500      | upfi.fr                               |
| Hongkong (IFPI/HKRIA)                                                                        | —          | Gold1      | —            | 10.000     | ifpihk.org                            |
| Italien (FIMI)                                                                               | —          | Gold1      | —            | 25.000     | fimi.it                               |
| Kanada (MC)                                                                                  | —          | 3× Gold3   | 10× Platin10 | 835.000    | musiccanada.com worldradiohistory.com |
| Neuseeland (RMNZ)                                                                            | —          | 2× Gold2   | 2× Platin2   | 67.500     | aotearoamusiccharts.co.nz             |
| Niederlande (NVPI)                                                                           | —          | Gold1      | Platin1      | 150.000    | nvpi.nl                               |
| Polen (ZPAV)                                                                                 | —          | 2× Gold2   | —            | 15.000     | olis.pl                               |
| Portugal (AFP)                                                                               | —          | —          | Platin1      | 8.000      | artistas-espectaculos.com             |
| Schweden (IFPI)                                                                              | —          | Gold1      | —            | 50.000     | sverigetopplistan.se                  |
| Schweiz (IFPI)                                                                               | —          | 2× Gold2   | Platin1      | 95.000     | hitparade.ch worldradiohistory.com    |
| Spanien (Promusicae)                                                                         | —          | 2× Gold2   | —            | 100.000    | mediafire.com ES2                     |
| Vereinigte Staaten (RIAA)                                                                    | —          | 6× Gold6   | 10× Platin10 | 10.500.000 | riaa.com                              |
| Vereinigtes Königreich (BPI)                                                                 | 4× Silber4 | 8× Gold8   | 7× Platin7   | 3.680.000  | bpi.co.uk                             |
| Insgesamt                                                                                    | 4× Silber4 | 50× Gold50 | 43× Platin43 |            |                                       |